# Heliconius serpensis
Heliconius serpensis är en fjärilsart som beskrevs av William James Kaye 1919. Heliconius serpensis ingår i släktet Heliconius och familjen praktfjärilar. Inga underarter finns listade i Catalogue of Life.